# Lugano

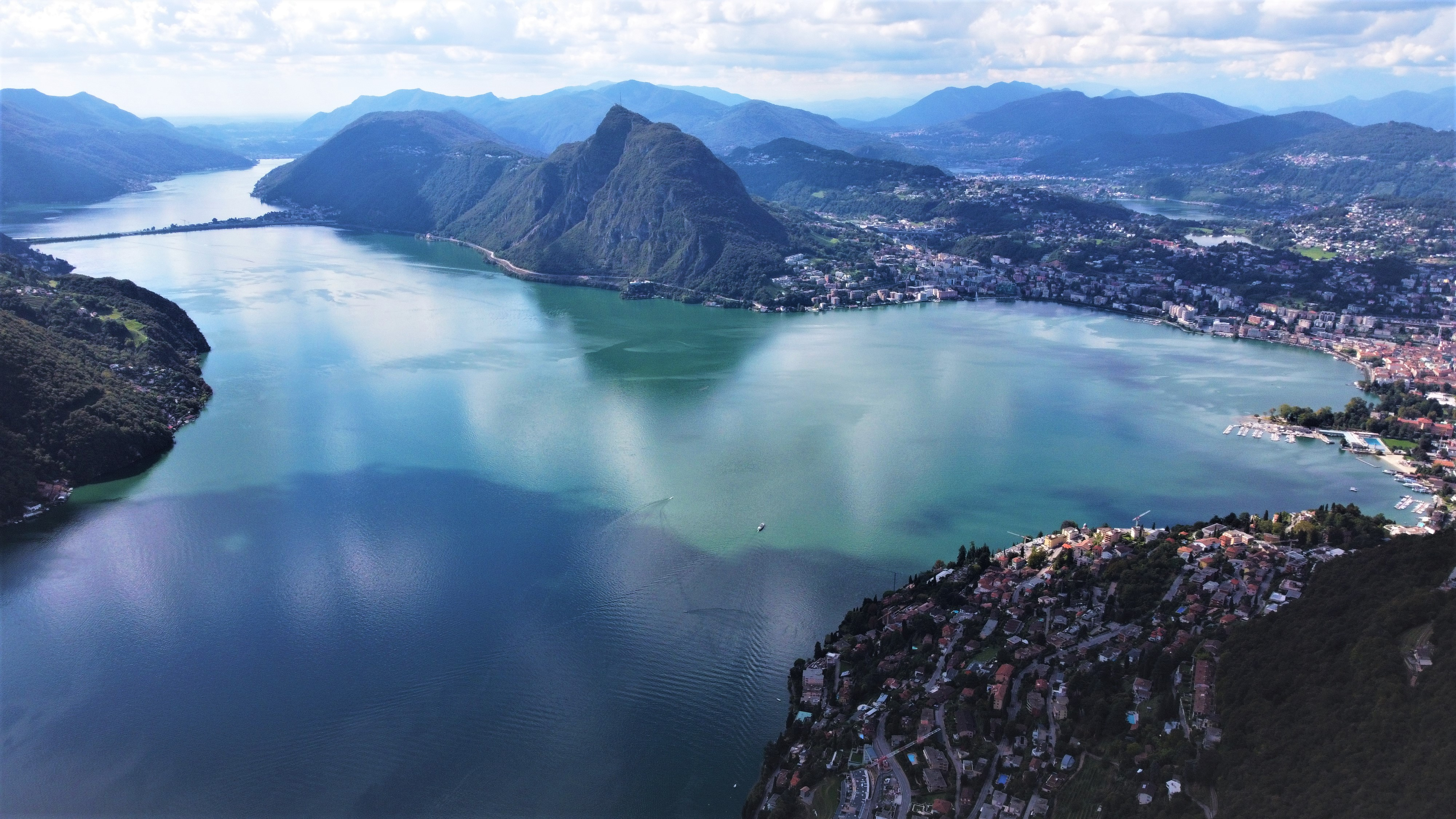
Vista de la ciudad y el monte San Salvatore desde el monte Brè

Lugano es una ciudad situada en el sureste de Suiza, en el cantón del Tesino. Tiene una población estimada, a fines de 2022, de 67 797 habitantes.
Es una ciudad de habla italiana, situada a 276 metros sobre el nivel del mar, a orillas del lago homónimo. La ciudad también tiene un carácter itálico.
El nombre Lugano proviene de la palabra latina lucus, que significa "bosque".

## La ciudad en la actualidad
En 1972, las comunas de Brè-Aldesago y Castagnola se fusionaron con Lugano. En 2002, se aprobó mediante plebiscito el proyecto Nuevo Lugano, que preveía la agregación de varias comunas vecinas a la ciudad. En 2004 se unieron las comunas de Breganzona, Cureggia, Davesco-Soragno, Gandria, Pambio-Noranco, Pazzallo, Pregassona y Viganello, mientras que en 2008 se añadieron Barbengo, Carabbia y Villa Luganese.
Después de la megafusión, la extensión de la ciudad pasó de 11 km² a unos 32 km². En 2013 la ciudad incorporó otras ocho comunas (Bogno, Caro, Cadrona, Certara, Cimadera, Sonvico y Valcolla), llegando así a la superficie actual de 75.86 km².
Actualmente la ciudad es el tercer centro financiero de Suiza, la novena ciudad por extensión y la novena por población.

## Clima
| Parámetros climáticos promedio de Lugano (costa del Lago de Lugano), normales 1991–2020, extremos 1901–presente | Parámetros climáticos promedio de Lugano (costa del Lago de Lugano), normales 1991–2020, extremos 1901–presente | Parámetros climáticos promedio de Lugano (costa del Lago de Lugano), normales 1991–2020, extremos 1901–presente | Parámetros climáticos promedio de Lugano (costa del Lago de Lugano), normales 1991–2020, extremos 1901–presente | Parámetros climáticos promedio de Lugano (costa del Lago de Lugano), normales 1991–2020, extremos 1901–presente | Parámetros climáticos promedio de Lugano (costa del Lago de Lugano), normales 1991–2020, extremos 1901–presente | Parámetros climáticos promedio de Lugano (costa del Lago de Lugano), normales 1991–2020, extremos 1901–presente | Parámetros climáticos promedio de Lugano (costa del Lago de Lugano), normales 1991–2020, extremos 1901–presente | Parámetros climáticos promedio de Lugano (costa del Lago de Lugano), normales 1991–2020, extremos 1901–presente | Parámetros climáticos promedio de Lugano (costa del Lago de Lugano), normales 1991–2020, extremos 1901–presente | Parámetros climáticos promedio de Lugano (costa del Lago de Lugano), normales 1991–2020, extremos 1901–presente | Parámetros climáticos promedio de Lugano (costa del Lago de Lugano), normales 1991–2020, extremos 1901–presente | Parámetros climáticos promedio de Lugano (costa del Lago de Lugano), normales 1991–2020, extremos 1901–presente | Parámetros climáticos promedio de Lugano (costa del Lago de Lugano), normales 1991–2020, extremos 1901–presente |
| Mes | Ene. | Feb. | Mar. | Abr. | May. | Jun. | Jul. | Ago. | Sep. | Oct. | Nov. | Dic. | Anual |
| --- | --- | --- | --- | --- | --- | --- | --- | --- | --- | --- | --- | --- | --- |
| Temp. máx. abs. (°C)                                                                                            | 23.1 | 25.0 | 27.3 | 31.6 | 32.6 | 36.2 | 38.0 | 36.4 | 36.0 | 28.9 | 22.8 | 21.4 | 38 |
| Temp. máx. media (°C)                                                                                           | 7.1 | 9.0 | 13.5 | 16.7 | 20.8 | 24.9 | 27.3 | 26.8 | 22.1 | 16.9 | 11.6 | 7.7 | 17.0 |
| Temp. media (°C)                                                                                                | 3.8 | 5.0 | 8.9 | 12.3 | 16.3 | 20.4 | 22.6 | 22.1 | 17.9 | 13.2 | 8.4 | 4.6 | 13.2 |
| Temp. mín. media (°C)                                                                                           | 1.2 | 1.9 | 5.2 | 8.5 | 12.4 | 16.1 | 18.0 | 17.8 | 14.2 | 10.2 | 5.7 | 2.0 | 9.4 |
| Temp. mín. abs. (°C)                                                                                            | -12.5 | -20.4 | -7.0 | -2.7 | 0.5 | 4.2 | 8.0 | 6.5 | 2.0 | -2.4 | -6.0 | -9.6 | -20.4 |
| Precipitación total (mm)                                                                                        | 66 | 61 | 76 | 138 | 178 | 172 | 158 | 158 | 165 | 150 | 167 | 80 | 1567 |
| Nevadas (cm) | 6 | 5 | 2 | 0 | 0 | 0 | 0 | 0 | 0 | 0 | 0 | 9 | 22 |
| Días de precipitaciones (≥ 1.0 mm)                                                                              | 5.3 | 5.0 | 6.3 | 9.9 | 11.6 | 10.1 | 8.2 | 9.6 | 8.7 | 9.2 | 9.3 | 6.3 | 99.5 |
| Días de nevadas (≥ 1.0 cm)                                                                                      | 0.8 | 1.0 | 0.3 | 0.0 | 0.0 | 0.0 | 0.0 | 0.0 | 0.0 | 0.0 | 0.2 | 1.2 | 3.5 |
| Horas de sol | 124 | 142 | 192 | 182 | 200 | 229 | 260 | 245 | 192 | 141 | 105 | 107 | 2120 |
| Humedad relativa (%)                                                                                            | 70 | 66 | 62 | 66 | 69 | 68 | 66 | 69 | 72 | 78 | 74 | 70 | 69 |
| Fuente n.º 1: MeteoSwiss                                                                                        | | | | | | | | | | | | | |
| Fuente n.º 2: KNMI                                                                                              | | | | | | | | | | | | | |

## Economía

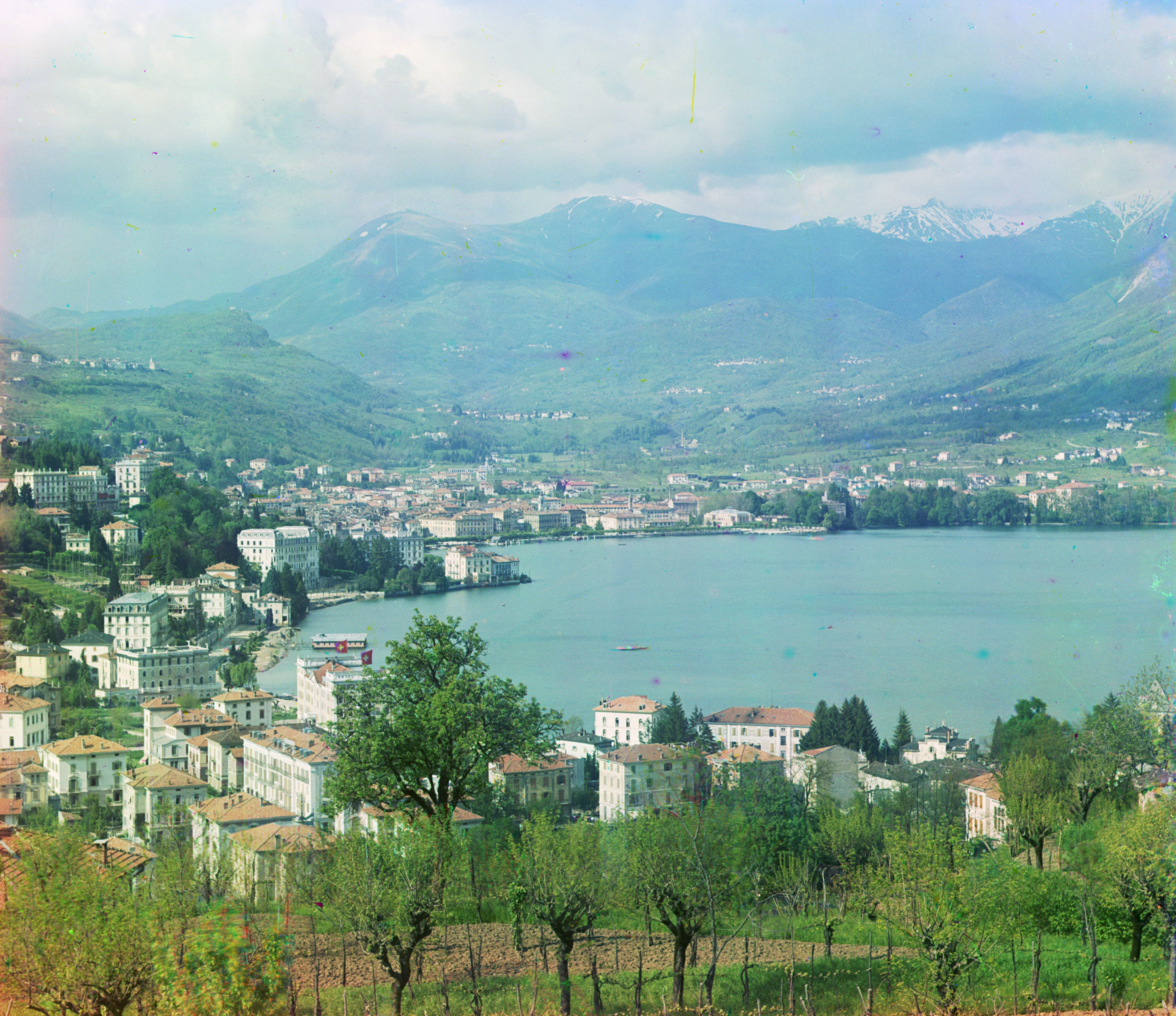
Imagen tomada por Prokudin-Gorskii de Lugano, año 1905-1910.

La economía de la ciudad hoy comprende un fuerte sector terciario (turismo, comercio, gestión inmobiliaria, logística integrada en el campo de la moda y de los productos de lujo, transporte, etc.), con un componente importante del sector terciario avanzado (banca; seguros; comercio de materias primas; consultorías internacionales económicas, fiscales y jurídicos; informática, etc.).

## Historia
Los primeros documentos que indican la existencia de la ciudad datan del año 875
Desde la Edad Media, durante siglos, Lugano, así como el resto de tierras del actual cantón del Tesino, fueron continuamente disputadas entre Como y Milán.
La ciudad fue ocupada por los suizos en 1513. Más adelante, en 1798 obtuvo su independencia y se unió a la Confederación Helvética.
La localidad alcanzó notoriedad gracias a la Colección Thyssen, que estuvo instalada en la mansión familiar de Villa Favorita desde los años 30. Una galería construida ex profeso albergaba las obras maestras de la colección y atraía a miles de turistas, a pesar de que el acceso era mayormente por el lago, en barcos. La apertura del Museo Thyssen-Bornemisza en Madrid (1992) supuso para Lugano la pérdida de este atractivo turístico.

En el año 1956 Lugano fue la sede de la primera edición del Festival de la Canción de Eurovisión.

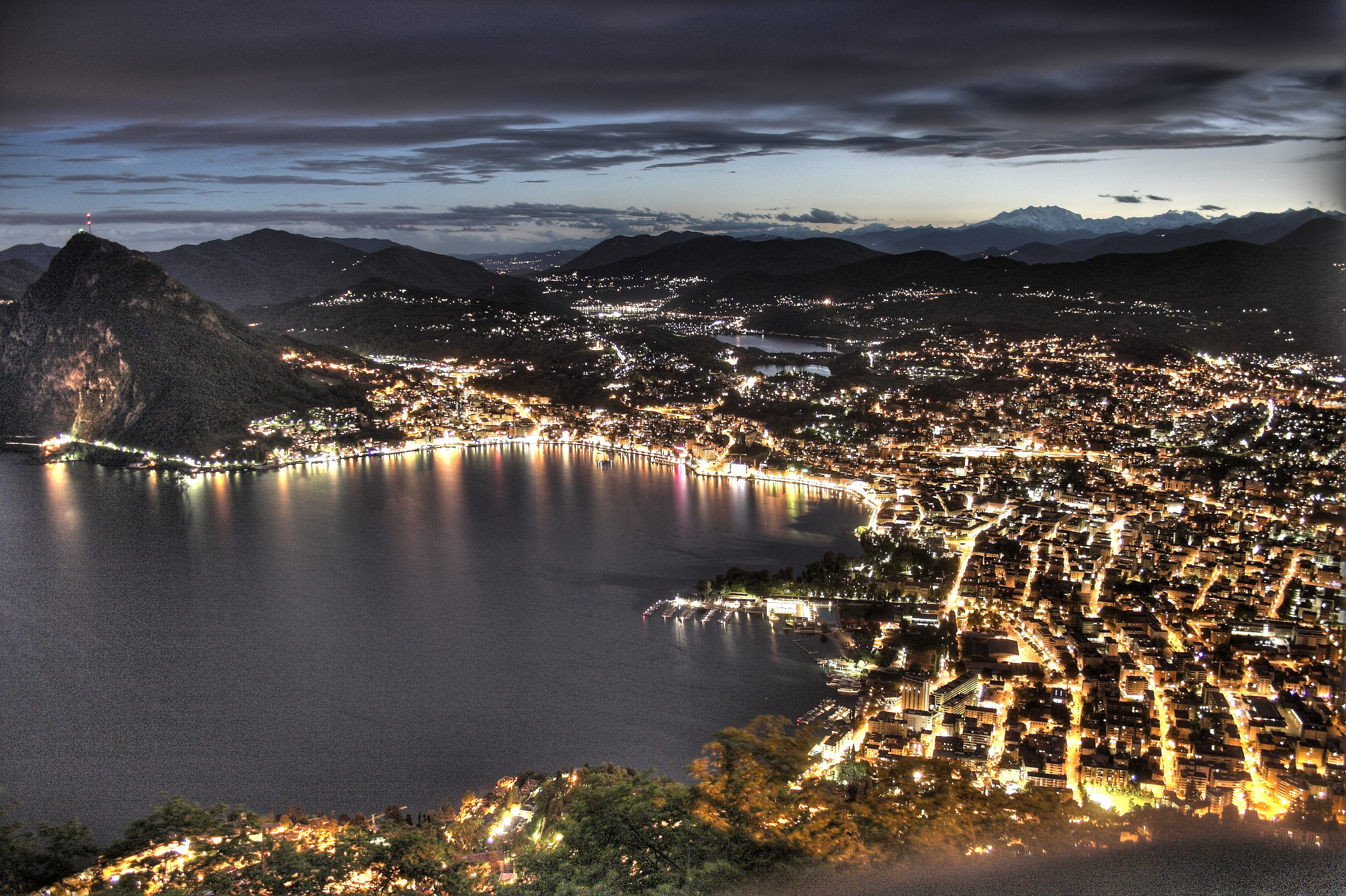
Lugano de noche.

## Transporte
Carreteras
La autopista A2 (parte de la ruta europea E335, que va de Roma a Amsterdam) pasa por Lugano.
Ferrocarril
Existe una estación ferroviaria en la ciudad, donde efectúan parada trenes con destinos regionales (operados por TILO), nacionales e internacionales.

## Deportes
Los equipos más destacados pertenecen a los siguientes deportes:
- Hockey sobre hielo: El Hockey Club Lugano (HCL) juega en la Liga Nacional de Suiza. Ha ganado 7 títulos nacionales, ha participado 2 veces en la fase final de la Copa de Europa y 1 en la fase final de la Euroliga.
- Fútbol: El FC Lugano juega en la Superliga de Suiza (1.ª división). Juega en el Estadio Comunal de Cornaredo.
- Baloncesto: El BC Lugano Tigers juega en la Liga Nacional Suiza A.
- Waterpolo: El Lugano NPS ha sido 17 veces campeón de la liga de Suiza de waterpolo masculino.

## Galería

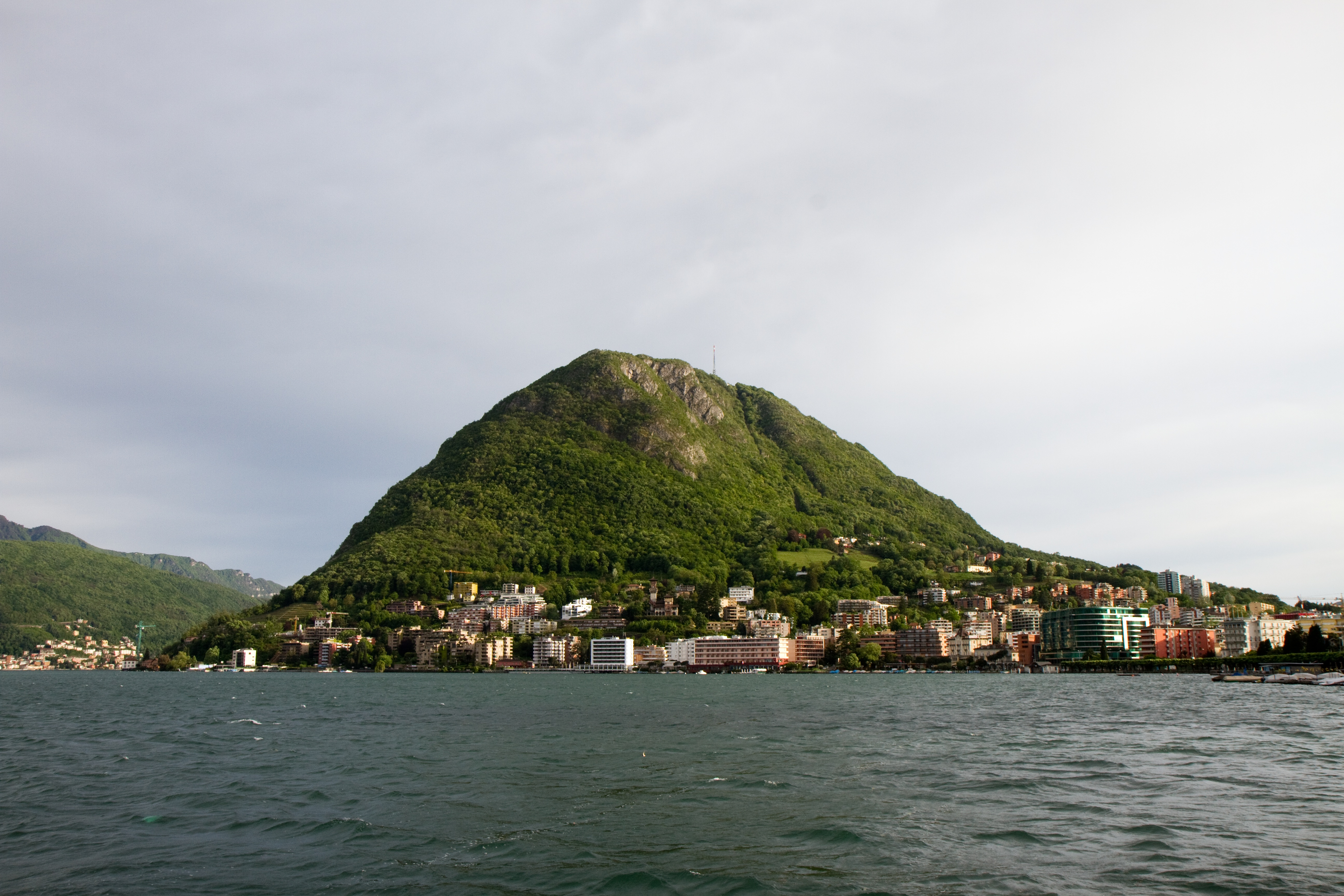
Vista del Monte San Salvatore desde Piazza Luini, Lugano, Suiza.
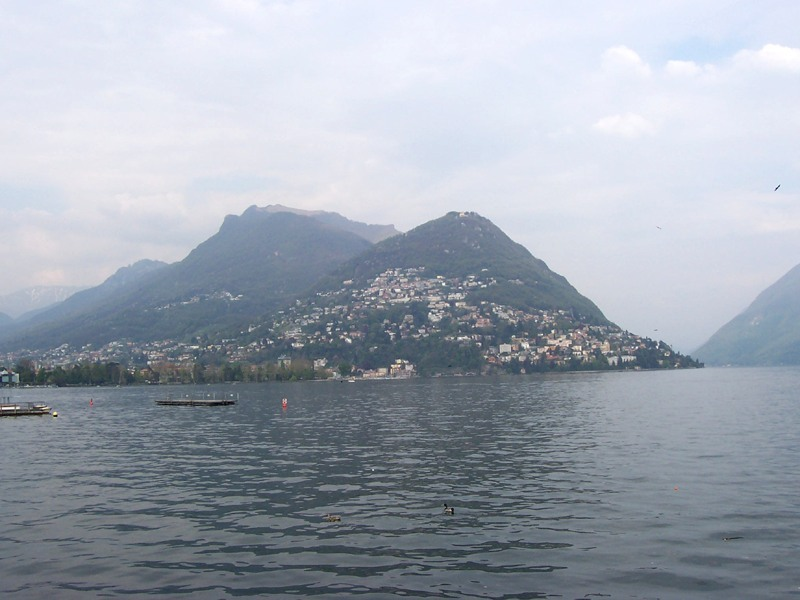
Vista del Monte Brè desde Lugano
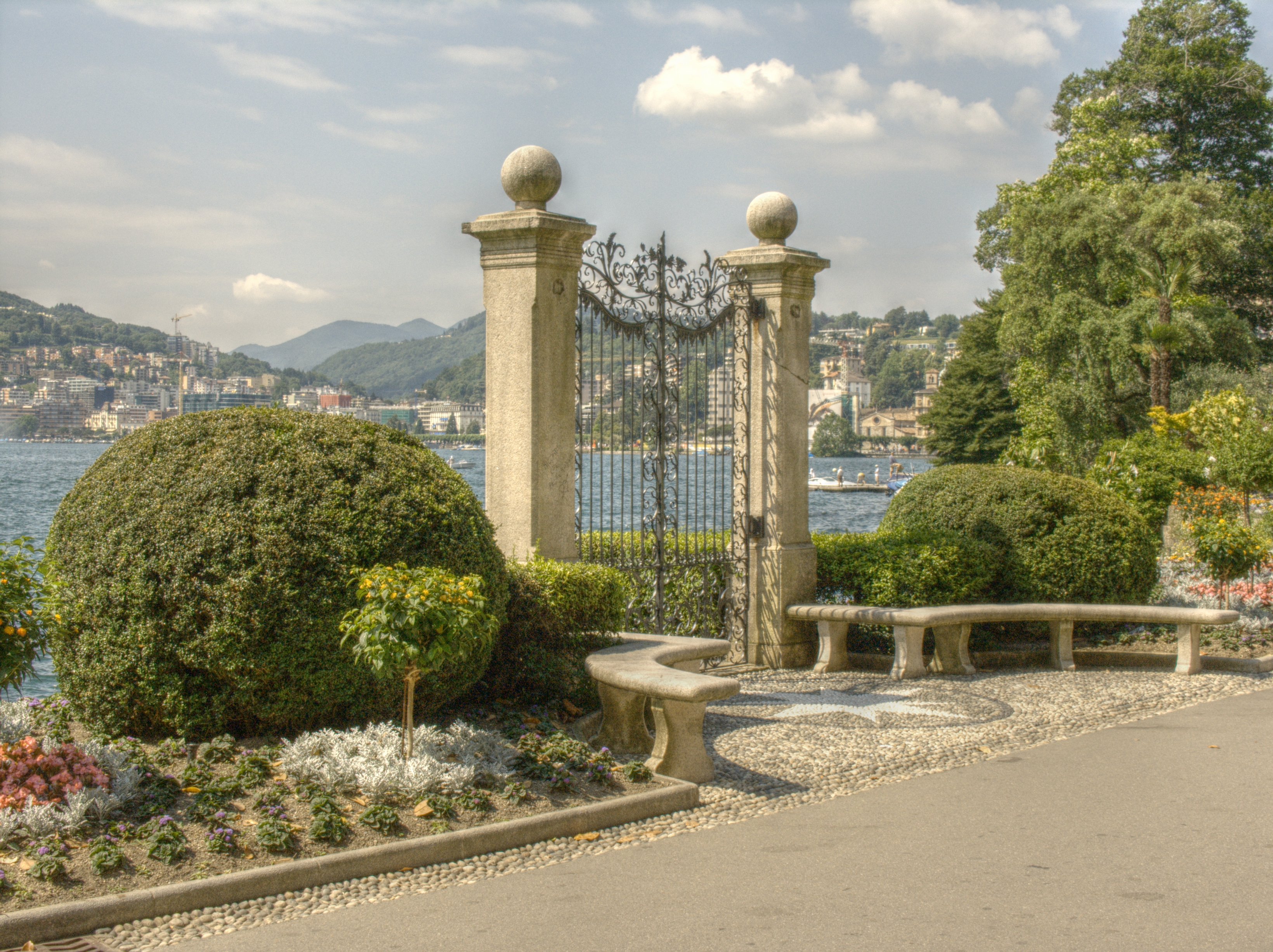
Puerta al lago
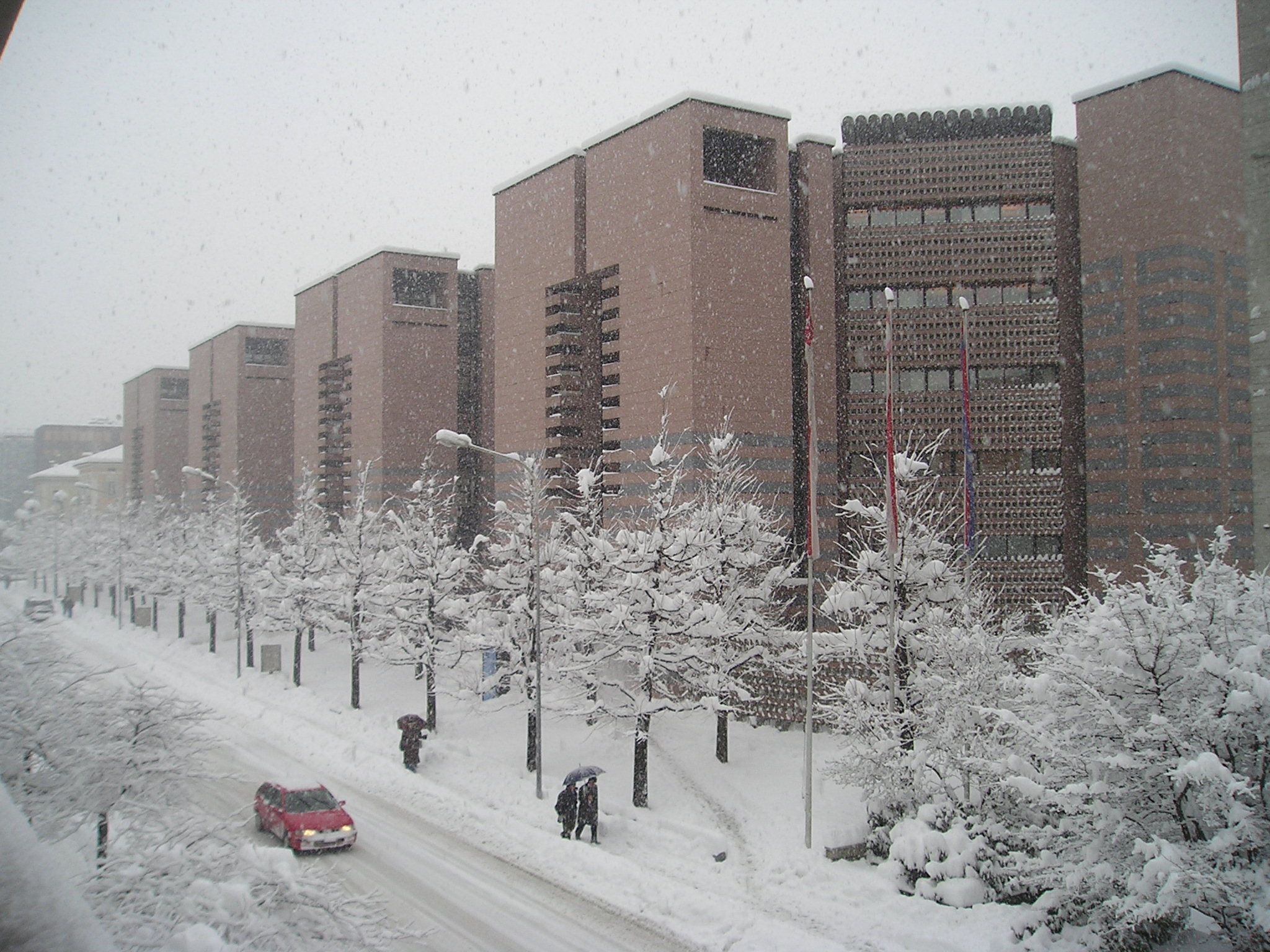
Banca del Gottardo
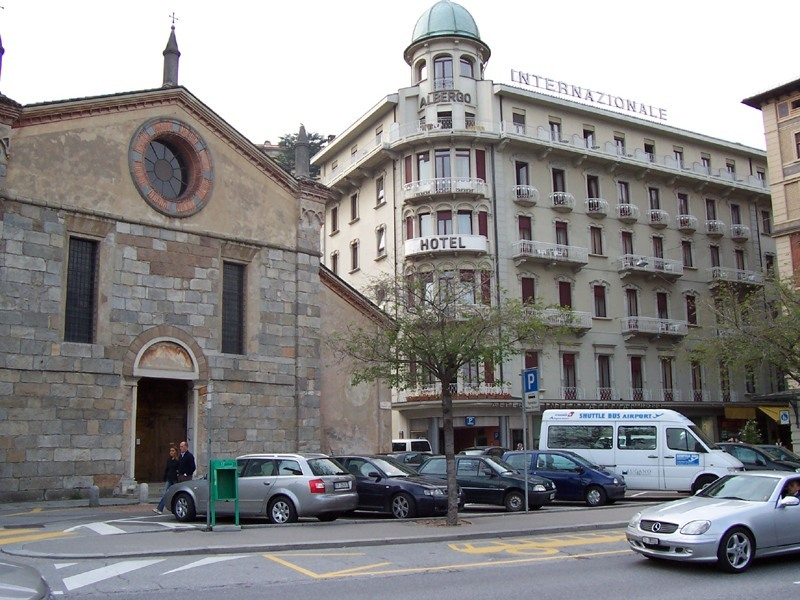
Iglesia de Santa María de los Ángeles
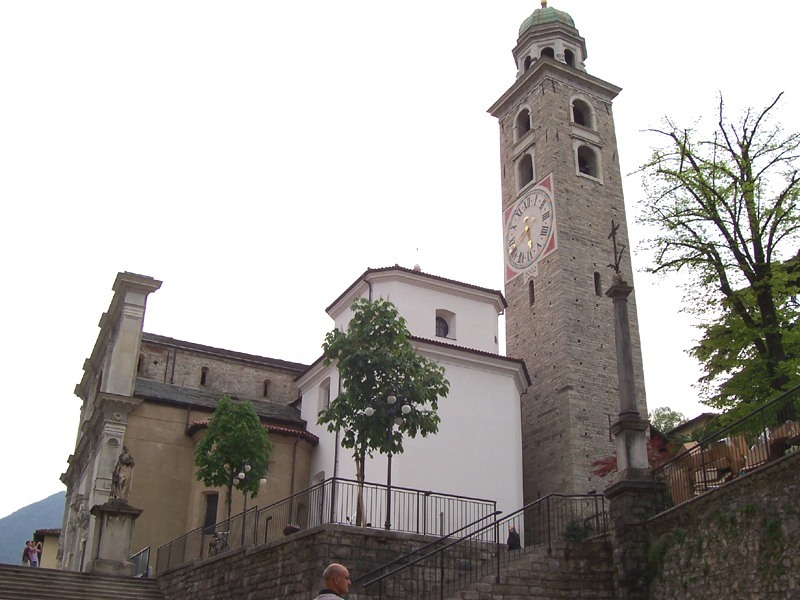
Catedral de Lugano